# Jomein
Jomein (en persa: خمين‎) es una ciudad iraní, capital del condado de Jomein en la provincia de Markazí. En el censo de 2006 tenía una población de 76.706 habitantes en 17.399 familias.
Es el lugar de nacimiento del ayatolá Ruhollah Jomeini (1902-1989).